# Audacityjev projektni format
Audacityjev projektni format (eng. Audacity Project Format), datotečni format u kojem program za uređivanje zvuka Audacity sprema svoje projekte. Njega čine produžetak .aup i velik broj malih zvučnih datoteka s produžetkom .AU. Takav ustroj podataka omogućuje lakše prenošenje podataka - savršeno za rezanje i lijepljenje podataka u projekt.